# Jean-Cassien Billier
Vous pouvez aider à l'améliorer ou bien discuter des problèmes sur sa page de discussion.
- Il ne cite pas suffisamment ses sources. Vous pouvez indiquer les passages à sourcer avec {{référence nécessaire}} ou {{Référence souhaitée}}, et inclure les références utiles en les liant aux notes de bas de page. (Marqué depuis mars 2024)
- Certaines informations devraient être mieux reliées aux sources mentionnées dans la bibliographie ou les liens externes. Améliorez sa vérifiabilité en les associant par des références. (Marqué depuis mars 2024)
- Il ne s’appuie pas, ou pas assez, sur des sources secondaires ou tertiaires. (Marqué depuis mars 2024)

- Archive Wikiwix
- Bing
- Cairn
- DuckDuckGo
- E. Universalis
- Gallica
- Google
- G. Books
- G. News
- G. Scholar
- Persée
- Qwant
- (zh) Baidu
- (ru) Yandex
- (wd) trouver des œuvres sur Wikidata

Jean-Cassien Billier (né en 1964) est maître de conférences de philosophie politique et philosophie morale à l'université Paris IV-Sorbonne, où il a auparavant enseigné en tant que professeur agrégé (PRAG).

## Biographie
Il enseigne également à Sciences Po Paris depuis 2009.
Il est aussi professeur en classe préparatoire économique et commerciale au Lycée privé Sainte-Geneviève à Versailles.
Ancien élève des classes préparatoires littéraires du lycée Louis-Le-Grand, il a étudié la philosophie à l'université de Paris I puis à l'Institut universitaire européen de Florence, avant de préparer une thèse de doctorat à l'université de Paris Sorbonne - Paris IV sous la direction d'Alain Renaut : "Libéralisme et rationalité morale", qu'il a soutenue en 2006. 
Il est membre du conseil de rédaction des revues Raison publique et Les cahiers de la justice (revue de l'École nationale de la magistrature).
Il codirige le Collège de philosophie avec Pierre-Henri Tavoillot et Eric Deschavannes.
Il enseigne depuis la rentrée 2010 à l'Institut d'études judiciaires de l'université Paris II pour la préparation du concours d'entrée à l'École nationale de la magistrature.
Sa spécialité est la philosophie morale : éthique normative, méta-éthique, éthique appliquée.

## Ouvrages
- Le Bonheur : la question philosophique, Ellipses, 1997.
- Kant et le kantisme, A. Colin, 1998.
- Expériences du présent, A. Colin, 1998.
- La Sensibilité, A. Colin, 1998.
- Savoir et ignorer, A. Colin, 1999.
- Le Pouvoir, A. Colin, 2000.
- Histoire de la philosophie du droit, (avec Aglaé Maryioli), A. Colin, 2001, réed. 2005.
- La Philosophie, (avec Alain Renaut), Odile Jacob, 2005.
- La Sexualité, (avec Ruwen Ogien), PUF, 2005.
- Dernières nouvelles du moi, avec Vincent Descombes et Charles Larmore, PUF, coll. « Quadrige Essais Débats », 2009.
- Introduction à l'éthique, PUF, coll. « Licence », 2010.

### Articles
- « Les théories juridico-politiques américaines : des politiques sans histoire ? » in Rationalité et histoire, Presses de L’Institut National des Sciences de l’éducation, Tunis, 1991.
- « Politique et personnel politique en terres d’islam », avec Olivier Roy, Rémy Madinier et Ridha Chennoufi, in Pisier, Evelyne et Tavoillot, Pierre-Henri (dir.), Les Hommes politiques, Paris, PUF, revue Comprendre no 3, 2002.
- « La Fin de l’exception sexuelle », avec Ruwen Ogien, in Billier, Jean-Cassien et Ogien, Ruwen (dir.), La Sexualité, Paris, PUF, revue Comprendre no 6, 2005.
- « Sexe : le point aveugle du libéralisme politique », in Billier, Jean-Cassien et Ogien, Ruwen (dir.), La Sexualité, Paris, PUF, revue Comprendre no 6, 2005.
- « Vérité et vérité judiciaire », in Les Cahiers de la justice, juin 2006.
- « Les valeurs morales : la neutralité libérale par-delà le relativisme », in Informations sociales, no 136, décembre 2006.

Chapitres et collaboration dans des ouvrages collectifs :
- La Philosophie, livre et CDROM, ouvrage d’Alain Renaut, avec la collaboration de Jean-Cassien Billier, Patrick Savidan et Ludivine Thiaw-Po-Une, Paris, Odile Jacob, 2005, 520 p. pour le livre ; version complète reprise sur le site philo.fr
- « Hume et l’empirisme moral », in Thiaw-Po-Une, Ludivine (dir.), Questions d’éthique contemporaine, Paris, Stock, 2006.
- « Le relativisme moral », in Thiaw-Po-Une, Ludivine (dir.), Questions d’éthique contemporaine, Paris, Stock, 2006.
- « Le libéralisme moral », in Thiaw-Po-Une, Ludivine (dir.), Questions d’éthique contemporaine, Paris, Stock, 2006.
- « Éthique de la dignité humaine ou éthique libérale ?», in Thiaw-Po-Une, Ludivine (dir.), Questions d’éthique contemporaine, Paris, Stock, 2006.
- « Éthique de la sollicitude », in Mesure, Sylvie et Savidan, Patrick (dir.), Dictionnaire des sciences humaines, Paris, PUF, 2006.
- « Hart », in Mesure, Sylvie et Savidan, Patrick (dir.), Dictionnaire des sciences humaines, Paris, PUF, 2006.
- « Kelsen », in Mesure, Sylvie et Savidan, Patrick (dir.), Dictionnaire des sciences humaines, Paris, PUF, 2006.
- « Dworkin », in Mesure, Sylvie et Savidan, Patrick (dir.), Dictionnaire des sciences humaines, Paris, PUF, 2006.
- « Interpréter Kant après Strawson », in  Fabien Capeilleres et Christian Berner (éds), Kant et les kantismes dans la philosophie contemporaine 1804-2004, Lille, Presses Universitaires Septentrion, 2007, p. 149-171.

Traduction :
- Sen, Amartya K., « L’idée de l’identité sociale et la justice globale », traduit avec Aglaé Maryioli, in Fitoussi, Jean-Paul et Savidan, Patrick (dir.), Les Inégalités, Paris, PUF, revue Comprendre, no 4, 2003.

Recensions :
- Schnapper, Dominique, La Démocratie providentielle. Essai sur l’égalité contemporaine, in Fitoussi, Jean-Paul et Savidan, Patrick (dir.), Les Inégalités, Paris, PUF, revue Comprendre, no 4, 2003.
- Piketty, Thomas, L’Économie des inégalités, in Fitoussi, Jean-Paul et Savidan, Patrick (dir.), Les Inégalités, Paris, PUF, revue Comprendre, no 4, 2003.

## Articles sur le site de l'observatoire des inégalités
- « Observatoire des inégalités », sur Observatoire des inégalités (consulté le 9 février 2024)